# JR West série DEC700
 (août 2025).
La série DC700 (521系, 521-kei) est un type d'autorail unique exploité par la compagnie West Japan Railway Company (JR West) dans la région du Kansai.

## Aperçu
Basé sur la vision de la JR West de « créer un système ferroviaire et de transport durable »  , il a été fabriqué comme véhicule d'essai pour explorer les moyens d'améliorer l'efficacité de la maintenance, la sécurité et de réduire les coûts de fabrication grâce à l'intégration du système de voiture électriques et diesel, à la réduction des pièces mécaniques et à la construction modulaire .
Ce sera la première fois que JR West introduit des autorails diesel-électriques  . Les trains sont conçus pour pouvoir être convertis en système hybride en installant des batteries secondaires supplémentaires lors de la vérification technique .
Le chiffre « 7 » dans le chiffre des centaines du nom du modèle ,indique les autorails diesel électriques, le chiffre « 0 » dans le chiffre des dizaines indique les autorails de banlieue, et le chiffre « 0 » dans le chiffre des unités indique l'ordre de conception . 